# Plac Uniwersytecki we Wrocławiu

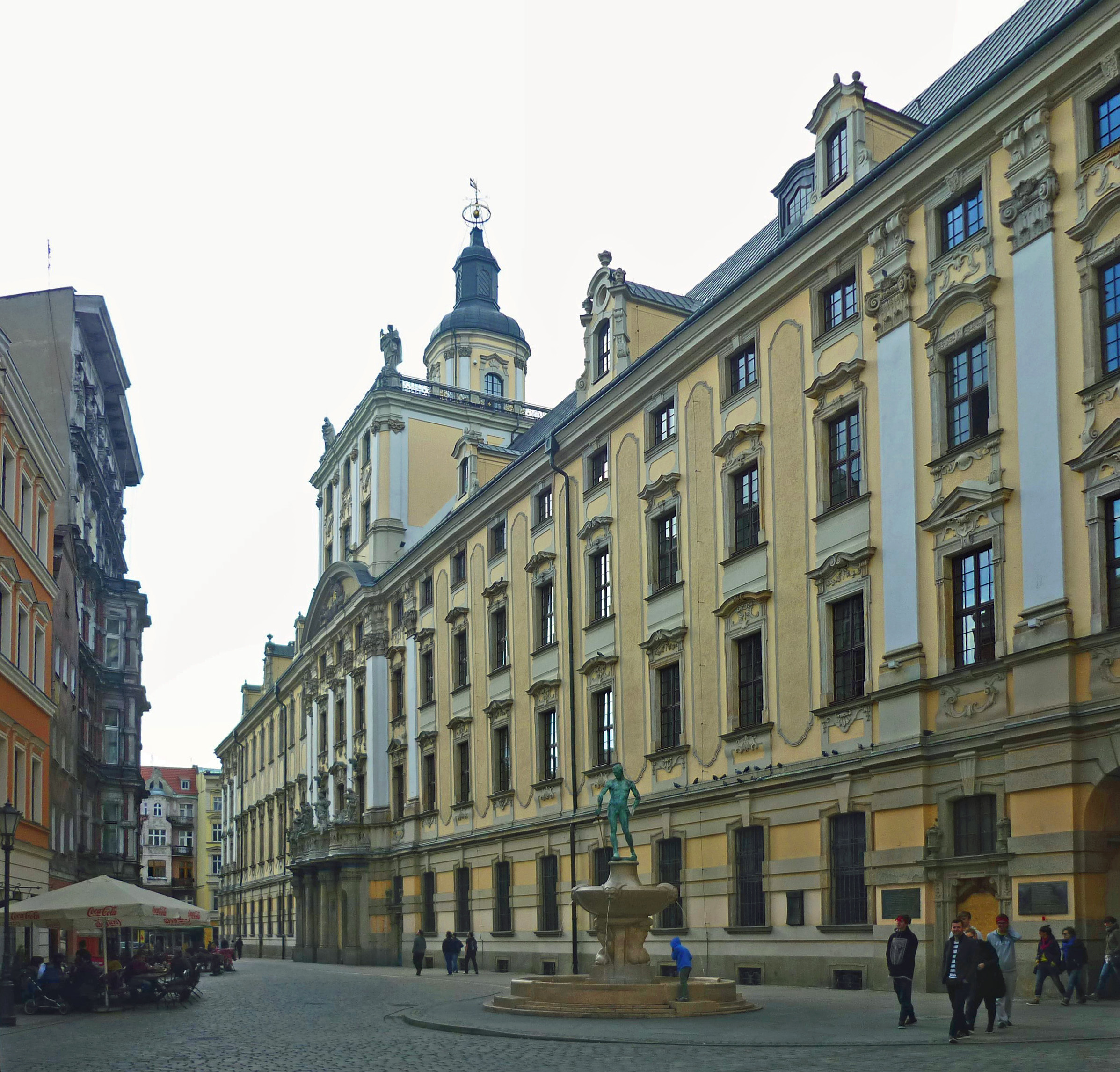
Gmach główny Uniwersytetu od strony placu.

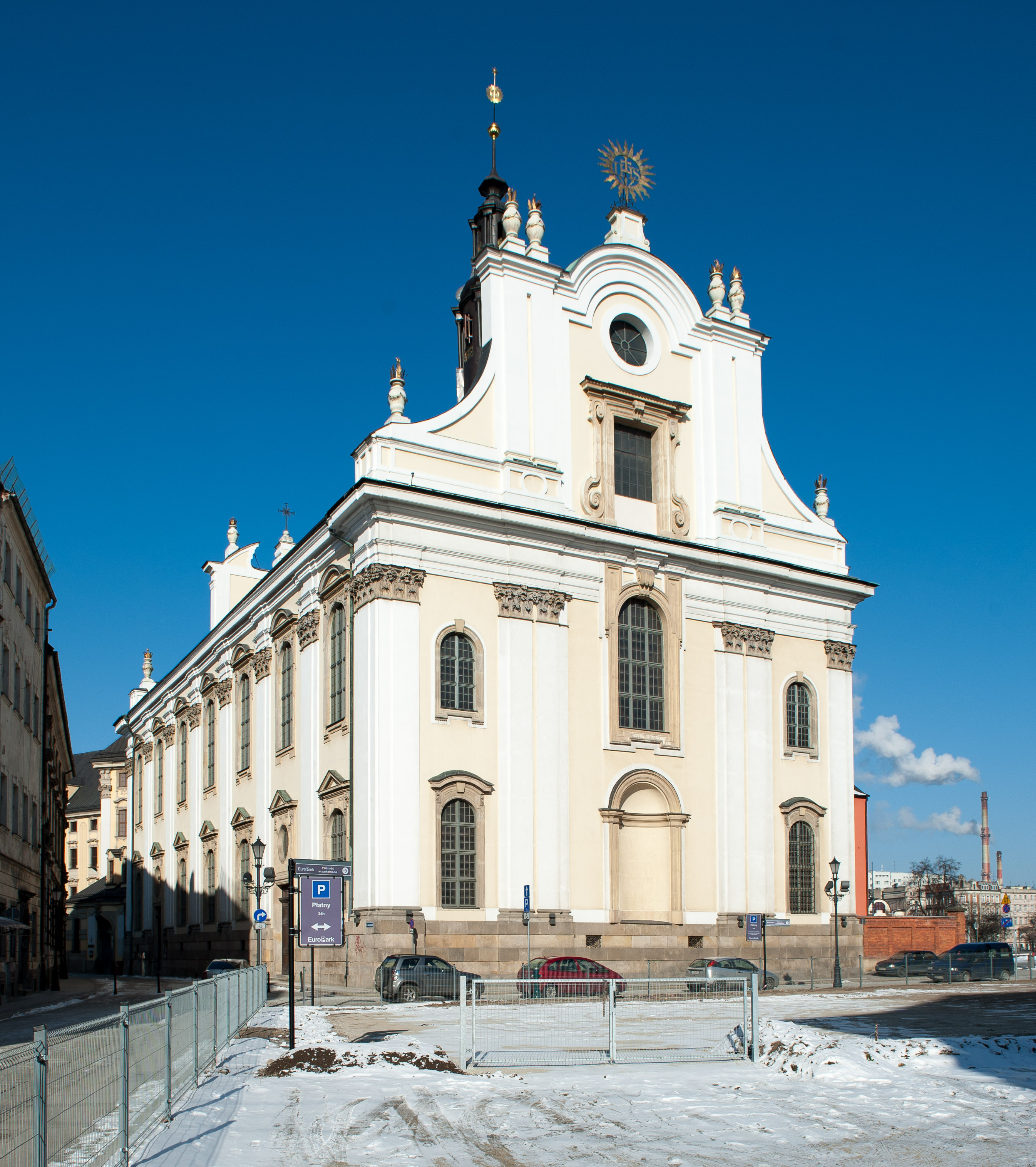
Kościół Imienia Jezus we Wrocławiu

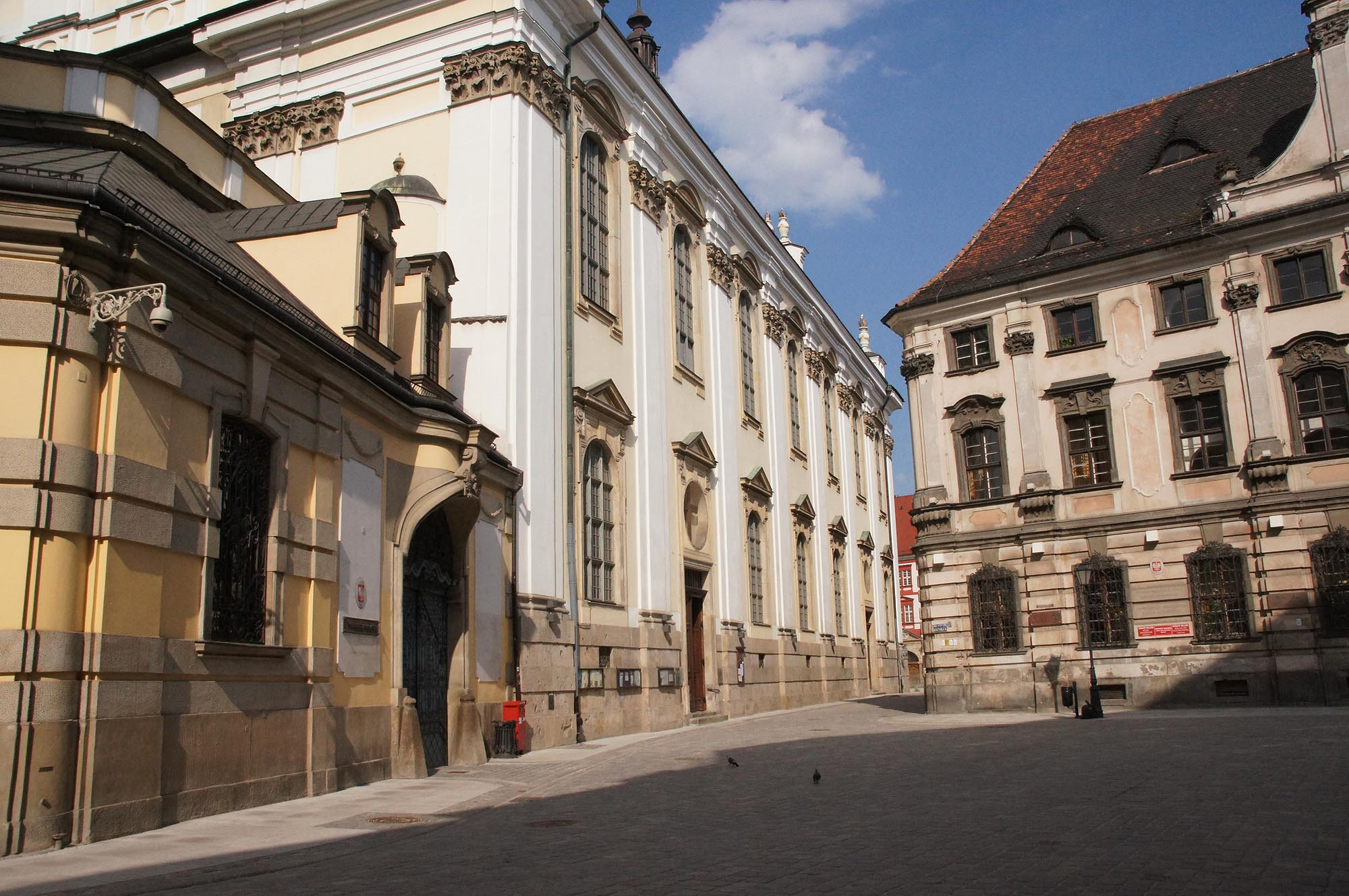
Kościół i konwikt

Plac Uniwersytecki (Sperlingberg, Universitäts Platz/Uniwersiatplätz) – plac położony we Wrocławiu w obrębie Starego Miasta. Przy placu położony jest między innymi Gmach główny Uniwersytetu Wrocławskiego.

## Historia
W rejonie dzisiejszego placu przebiegał północny odcinek murów miejskich. Tu wzdłuż murów zbudowany został w średniowieczu tzw. Zamek Cesarski (w drugiej poł. XIII wieku), oraz przebudowano tzw. Bramę Cesarską. W najbliższej okolicy w kierunku południowym znajdowała się także dzielnica (osada) żydowska, co miało swoje odzwierciedlenie w nazwie ulicy biegnącej równolegle do placu, nazywanej do 1824 roku Judenstrasse (obecnie ulica Uniwersytecka), oraz ulicy położonej po wschodniej stronie gmachu głównego Uniwersytetu Wrocławskiego (zbudowanego w miejscu dawnego zamku) – Rabinergasse. W przekazach istnieją także informacje o znajdujących się tu synagogach i szkołach żydowskich.
W 1659 roku decyzją cesarza Leopolda I zamek wraz z obiektami i terenami przyległymi przekazane zostały jezuitom. Zamek sukcesywnie od 1670 roku był rozbierany, a w jego miejsce powstawały nowe budynki. W roku 1686 wyburzono także kościół. W jego miejsce zbudowano w latach 1689–1698 (1689–1700) w miejscu rozebranego południowego skrzydła zamku nowy kościół. W 1728 roku po północnej stronie placu, wzdłuż murów miejskich, zbudowano gmach kolegium jezuickiego później przekształconego w akademię, a na początku XVIII wieku w uniwersytet (1702 r.). Naprzeciwko kościoła w XVIII wieku (lata 1734–1755) powstał tu nowy, 3-kondygnacyjny budynek dla potrzeb konwiktu jezuickiego.
W XIX wieku miała miejsce budowa wysokich kamienic czynszowych. W 1904 roku odsłonięto na placu fontannę Szermierz. Od 1947 roku prowadzono roboty w zakresie obudowy zniszczonych podczas II wojny światowej części kościoła, później także prowadzono prace remontowe i renowacyjne . W latach 1973–1980 odbudowano zniszczone podczas oblężenia Wrocławia w 1945 roku kamienice nr 9-13, odtwarzając historyczne i przestrzenne walory placu. Do placu w rejonie skrzyżowania z ul. Kuźniczą przylega także północna część budynku A Wydziału Prawa, Administracji i Ekonomii wybudowanego w latach 2001–2003, projektu Maćków Pracownia Projektowa . W latach 2010–2012 dokonano przebudowy ul. Kuźniczej i pl. Uniwersyteckiego .

## Nazwy placu
Plac w swojej historii nosił następujące nazwy:
- Sperlingberg[1] (Wróble Wzgórze[17]): do 1824 r.[1]
- Universitäts Platz[2]/Uniwersiatplätz[1]: od 1824 r.[1]
- Uniwersytecki[1][2].

## Ulice
Do placu przypisane są ulice o długości ok. 257 m od ul. Więziennej do ul. Szewskiej, przy czym ustalono jako dominujący ruch pieszy .
Ulice:
- Aleksandra Fredry: od placu do ul. Grodzkiej[20]
- Kuźnicza: od ul. Wita Stwosza i Kotlarskiej do placu[11][21]
- Szewska: wschodni kraniec placu[18][22]
- Więzienna: zachodni kraniec placu[18][23].

W kierunku północnym, za gmachem głównym Uniwersytetu Wrocławskiego, w kierunku zbliżonym do równoległego z placem, przebiega ul. Grodzka, stanowiąca nabrzeże wzdłuż biegu rzeki Odry, jej ramienia – Odry Głównej, Odry Południowej w ramach Śródmiejskiego Węzła Wodnego. W obrębie budynku Uniwersytetu zbudowano przejście łączące plac z ul. Grodzką i Mostami Uniwersyteckimi (tzw. Brama Cesarska), stanowiące jedno z dojść do Starego Miasta. Dawniej stanowiło ono ulicę, w ramach której biegły także tory tramwajowe  (obecnie zlikwidowane, pozostały jednakże fragmenty torowiska).
Natomiast na południe przebiega ul. Uniwersytecka podobnie jak plac biegnąca od ul. Więziennej do ul. Szewskiej, dalej położony jest Rynek.

## Zabudowa i zagospodarowanie

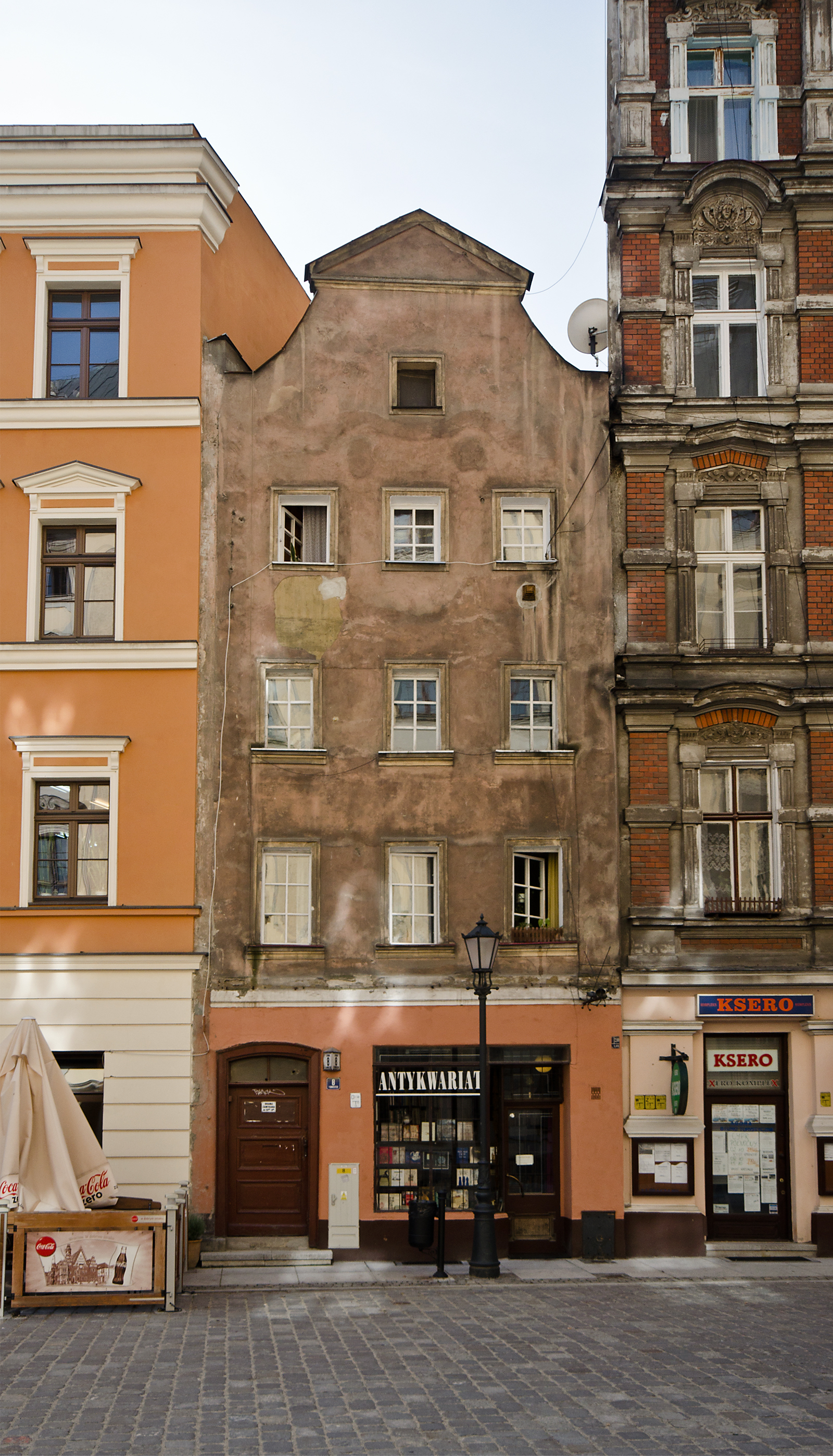
Kamienica nr 8

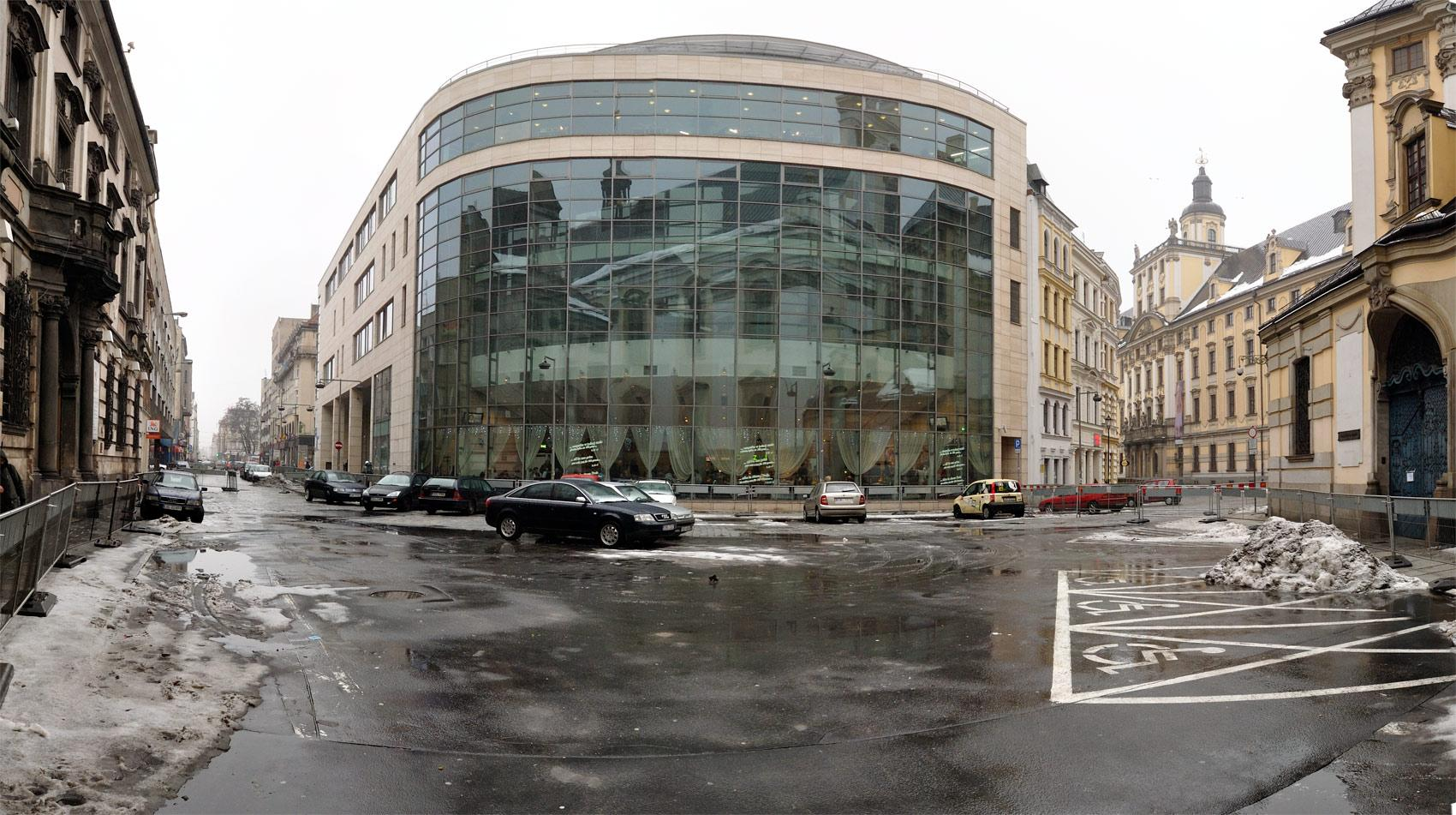
Budynek Wydziału Prawa, Administracji i Ekonomii

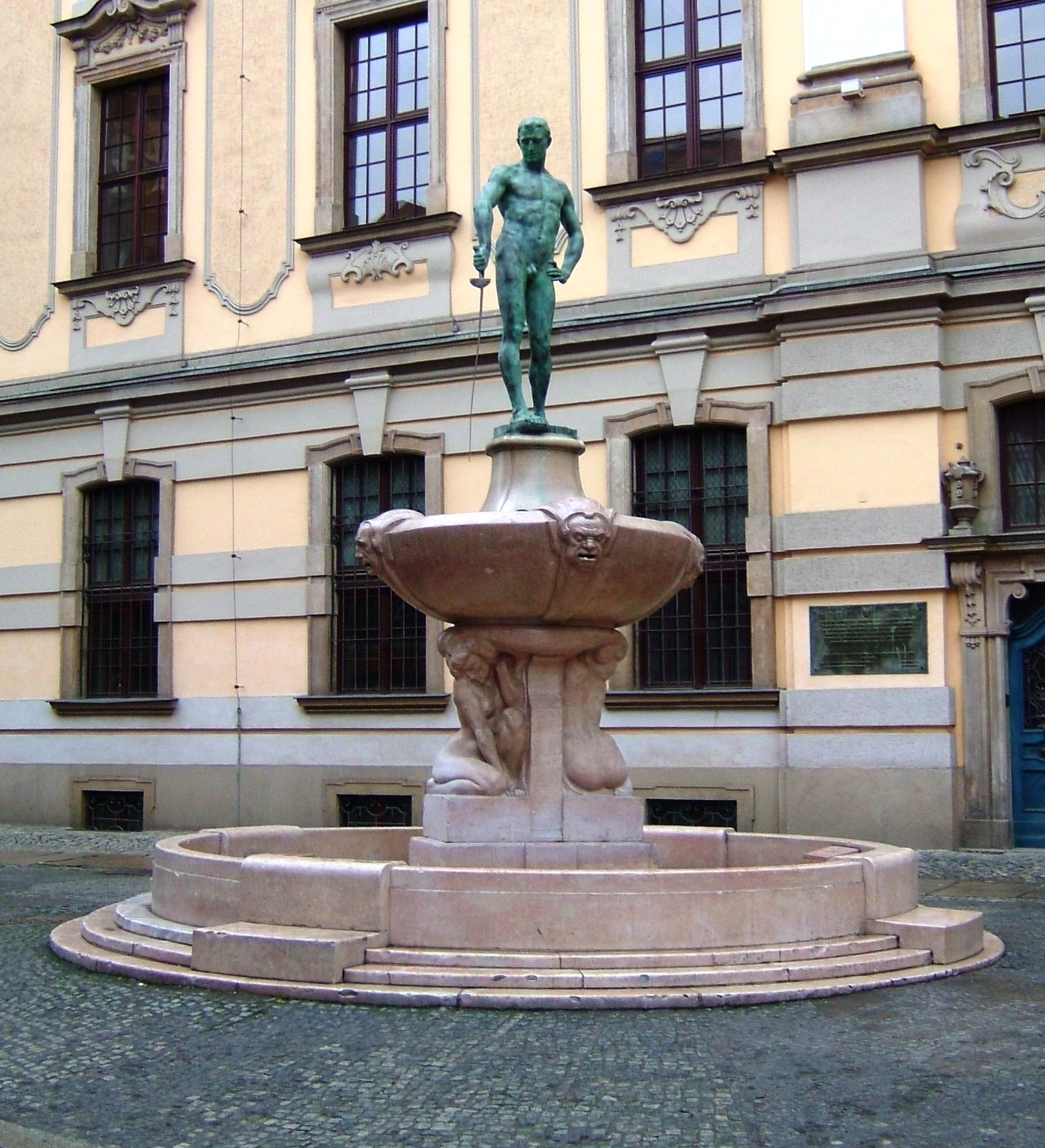
Fontanna Szermierz

Od strony zachodniej obiektem dominującym przy placu jest monumentalny, barokowy gmach główny Uniwersytetu Wrocławskiego z dominantą Wieży Matematycznej. Na południu znajduje się zieleniec między placem a ul. Uniwersytecką, Więzienną i zabudową wschodnią, obejmującą kamieniczki i współczesny budynek Uniwersytetu Wrocławskiego. Dalej znajduje się Fontanna Szermierz oddzielająca ruchliwą część wschodnią placu od spokojnej części zachodniej, Brama Cesarska i wczesnobarokowy Kościół Najświętszego Imienia Jezus, nazywany także Uniwersyteckim . Na południu położony jest barkowy Konwikt Świętego Józefa (Josephskonvikt), a dalej kamienice. Natomiast na północy za ul. Aleksandra Fredry pusty plac ograniczony od północy zabudową przy ul. Grodzkiej i Szewskiej. Za skrzyżowaniem placu z ul. Szewską po wschodniej jej stronie położone są obiekty należące do Zakładu Narodowego im. Ossolińskich.
Sam plac ma kształt nieregularny, lejkowato zwęża się w kierunku zachodnim. Dominujący nad tą częścią placu gmach Uniwersytetu kontrastuje z niską i zwartą zabudową pierzei południowej obejmującą niewysokie kamienice. Przyspieszenie skrótu perspektywicznego dla widoku w kierunku zachodnim, uzyskane zwężającą się przestrzenią placu sprzyjało monumentalizacji wysokich obiektów położonych na północ od placu. Natomiast późniejsza budowa wysokich kamienic czynszowych z XIX wieku, na południe od placu zatarła walory tej kompozycji przestrzennej. Dzięki odbudowie zniszczonych podczas II wojny światowej kamienic nr 9-13 odtworzono i dzięki temu zachowano walory historyczne oraz przestrzenne tej części palcu.
Z obiektów małej architektury placu należy wymienić:
- Fontanna Szermierz: secesyjne dzieło rzeźbiarza Hugo Lederera (1871-1940) odsłonięte w 1904 r.[13][35],
- 17 Południk: linia południkowa zaznaczona symbolicznie na nawierzchni placu[d][36] [37] ,

Z nieistniejących obecnie obiektów placu wymienić można:
- Zamek cesarski we Wrocławiu, w jego miejscu znajduje się gmach Uniwersytetu[3][4],
- rzeźby „Cztery Pory Roku”[e], rozmieszczone niegdyś na zachodnim zieleńcu, obecnie przeniesione[38]
- krasnal uniwersytecki Szermierz (dawny)[39] .

## Ochrona i zabytki

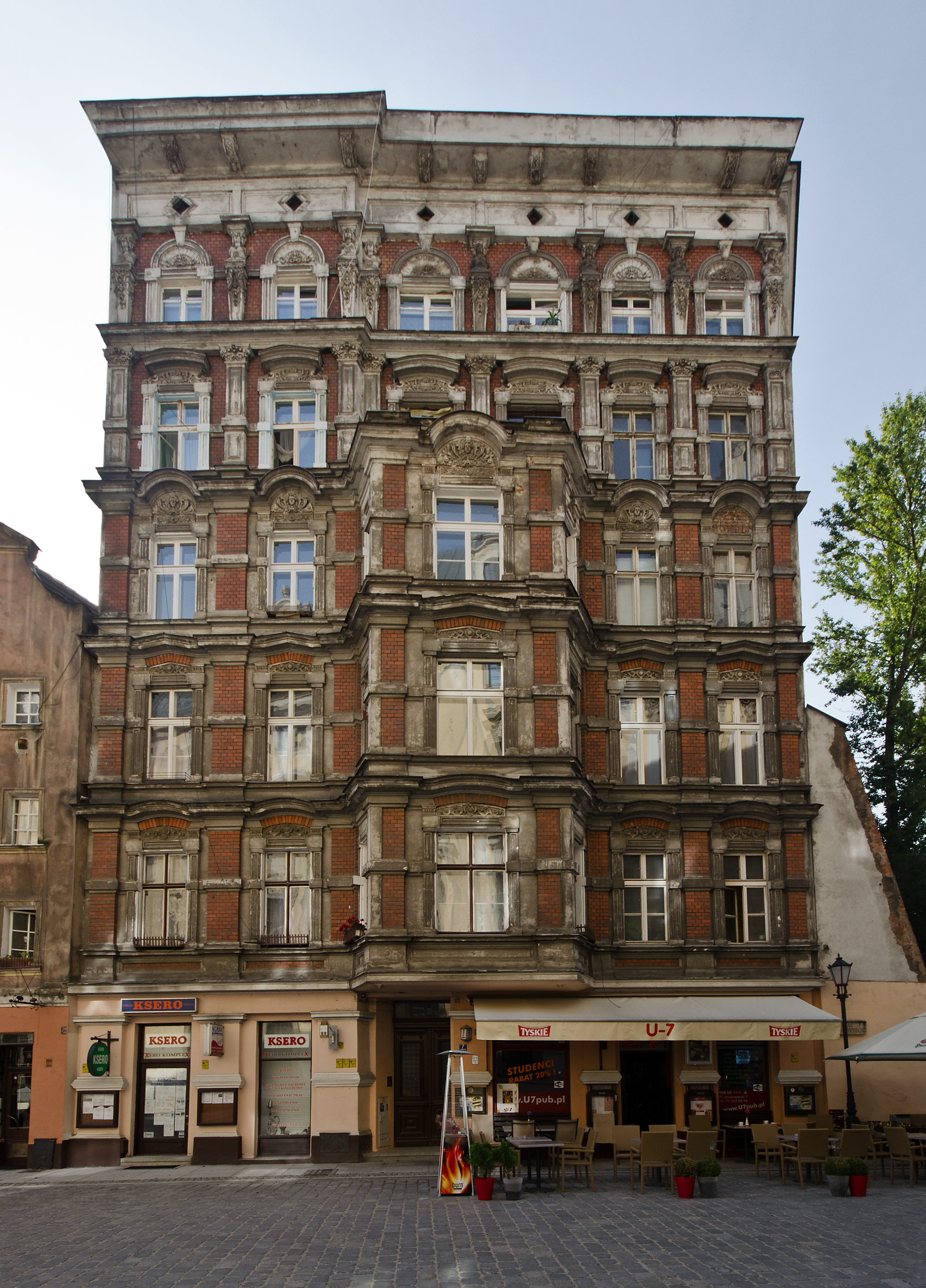
Kamienica nr 7 (jedyna zachowana „wysoka” kamienica)

Plac, jak i obiekty tu położone podlegają różnym formą ochrony, m.in. w ramach ochrony zabytków, czy w ramach miejscowego planu zagospodarowania przestrzennego. Sam plac położony jest obrębie Starego Miasta podlegającego ochronie jako obszar, co zostało usankcjonowane wpisem do ewidencji zabytków jako zespół urbanistyczny Starego Miasta, XIII – XIX wiek, nr rej.: 196 z 15.02.1962 r. oraz A/1580/212 z 12.05.1967 r.
Obiekty zabytkowe zlokalizowane przy placu i w bezpośrednim otoczeniu:
- Zespół klasztory jezuitów[40], w tym:
  - Kościół klasztorny jezuitów pod wezwaniem Imienia Jezus, lata 1689–1698, Plac Uniwersytecki 1a[40][46] [47], nr rej.: 9 z 26.11.1947 r. oraz A/290/85 z 6.02.1962 r.[40][47]
  - kolegium jezuickie, obecnie gmach główny Uniwersytetu Wrocławskiego, lata 1726–1732, XX wiek, Plac Uniwersytecki 1, nr rej.: 35 z 29.03.1949 r. oraz A/2903/163 z 15.02.1962 r.[40][41][47]
- kamienice przy placu Uniwersyteckim 7, 8, 10, 11/12, 13, XVIII wiek, XIX wiek, nr rej.: A/4014/338/Wm z 24.07.1976 r.[42][47]
- kamienica przy placu Uniwersyteckim 15, XVIII wiek, XIX wiek, nr rej.: A/2902/164 z 15.02.1962 r.[42][47]
- konwikt św. Józefa, ul. Kuźnicza 35, lata 1734–1755, nr rej.: 34 z 20.11.1947 r. oraz A/4015/72 z 6.02.1962 r.[48]

Gminna ewidencja zabytków wymienia także kamienicę przy pl. Uniwersyteckim 15a
Także w miejscowym planie zagospodarowania przestrzennego zapewniono ochronę placu jako miejsca cennego kulturowo, m.in.:

ustala się plac Uniwersytecki i plac Biskupa Nankiera z wyznacznikami kulturowymi, które stanowią dominanty kompozycyjne obszaru jako tereny o najwyższych wartościach krajobrazowych,

oraz

Ustala się punkty widokowe wraz ze strefami ekspozycji wyznaczonymi na rysunku planu, widoku i wglądu na: ..., fontannę z szermierzem i portal z głównym wejściem do gmachu Uniwersytetu oraz widoku Kościoła Uniwersyteckiego od ul. Szewskiej w ciągu placu Uniwersyteckiego i widoku Ossolineum od placu Uniwersyteckiego.